# Monte Churchill
El monte Churchill (en inglés: Mount Churchill) es un estratovolcán de Estados Unidos localizado en las montañas San Elías y el campo volcánico Wrangell, en el este de Alaska. El Churchill y su vecino más alto, el monte Bona, a unos 3 km al suroeste, son grandes estratovolcanes cubiertos de hielo, siendo Churchill el cuarto volcán más alto de los Estados Unidos y el séptimo más alto de América del Norte.

## Erupciones volcánicas
El monte Churchill es notable también por ser la fuente del White River Ash, depositado durante dos de las mayores erupciones volcánicas en Norteamérica durante los últimos dos milenios. Este depósito de tefra de dos lóbulos cubre más de 340 000 km² del este de Alaska y del noroeste de Canadá, siendo el lóbulo norte, se extiende más de 400 km, depositado hace 1900 años y el lóbulo oriental, más grande, de unos 800 km, depositado a su vez hace unos 1250 años. El volumen total de la ceniza excede los 50 km³, o aproximadamente 50 veces el volumen de la erupción del monte Santa Helena de 1980, y se pueden ver capas de ceniza de hasta 60 cm de espesor justo debajo de la superficie en muchos cortes de carreteras a lo largo de la autopista Alaska.
Los extensos depósitos de ceniza que se localizan en las tierras bajas cerca de los ríos White y Yukon se reconocieron por primera vez en 1883, pero su origen siguió siendo un misterio durante el siglo siguiente. En la década de 1960, los geólogos rastrearon los dos lóbulos de ceniza hasta las montañas San Elías, y postularon que la ceniza podría haber llegado desde un respiradero ahora enterrado bajo el glaciar Klutlan, que fluye en dirección este más de 64 km desde el macizo Bona-Churchill en el territorio del Yukón de Canadá. Estudios más detallados realizados en la década de 1990 por el U.S. Geological Survey finalmente dieron con la respuesta definitiva. Las fotos aéreas mostraban una depresión elíptica, de suave pendiente y llena de hielo de 4,2×2,7 km a una altitud de 4400 m, justo al este de la actual cumbre del monte Churchill. Fue identificada como una caldera, que se habría formado por el colapso de la cumbre anterior del volcán durante las erupciones cataclísmicas. El trabajo de campo geológico reveló depósitos de piedra pómez joven y gruesa a lo largo del borde de la caldera que son mineralógica y químicamente idénticos a los de White River Ash.

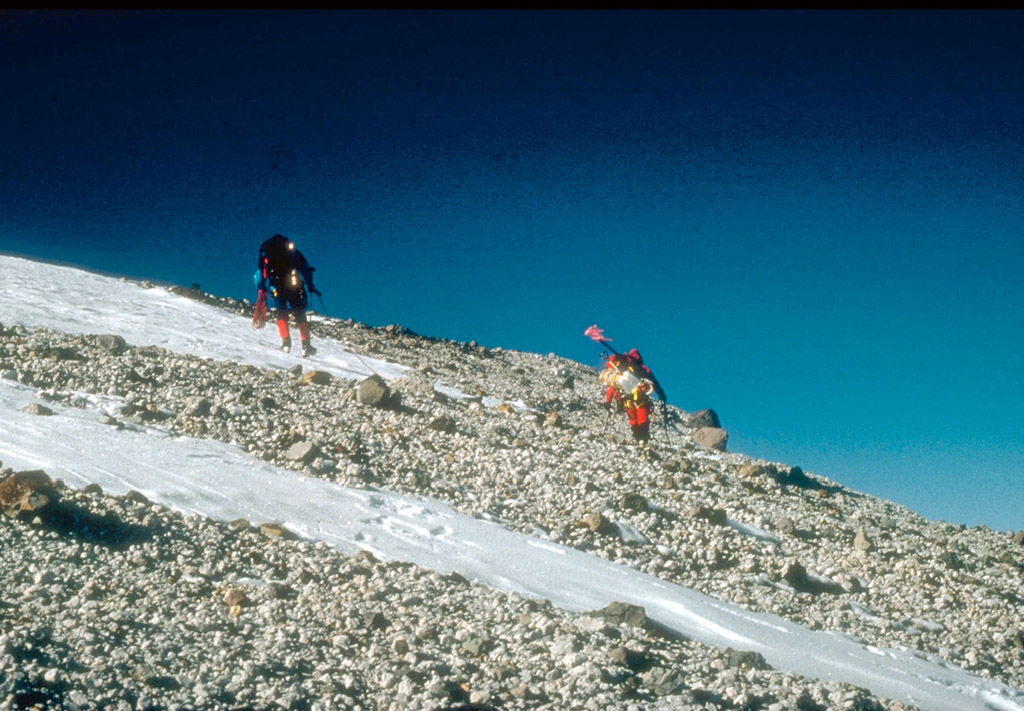
Grupo de escalada del US Geological Survey alcanzando el borde oriental de la caldera de la cumbre en el monte Churchill. Los escombros en bloques de la foto consisten en piedra pómez y fragmentos líticos expulsados hace 1250 años, durante la erupción que formó el lóbulo oriental del río White Ash.

## Historia
El monte Churchill fue ascendido por primera vez en 1951 por R. Gates y J. Lindberg, pero el pico era simplemente un satélite sin nombre del monte Bona en ese momento.
La montaña fue nombrada en 1965 por la Legislatura del Estado de Alaska en memoria del estadista inglés Winston Churchill.
En términos de elevación, es un pico importante de América del Norte, con más de 4600 m; sin embargo, en términos de prominencia topográfica o de aislamiento, es menos significativo, con una caída de menos de 1200 pies desde su cima hasta el collado con el Bona. Churchill también se encuentra en el lado norte y más suave del macizo de Bona, lo que lo convierte en un pico visualmente menos espectacular que algunos de los valores atípicos más bajos de Bona, como los picos University o Aello. La ruta habitual de ascenso actual es la de South Ridge, generalmente como parte de un ascenso del monte Bona desde el este, comenzando desde un avión equipado con esquíes que aterriza a unos 3000 m en el glaciar Klutlan.